# Palais du Rhin (Köln)

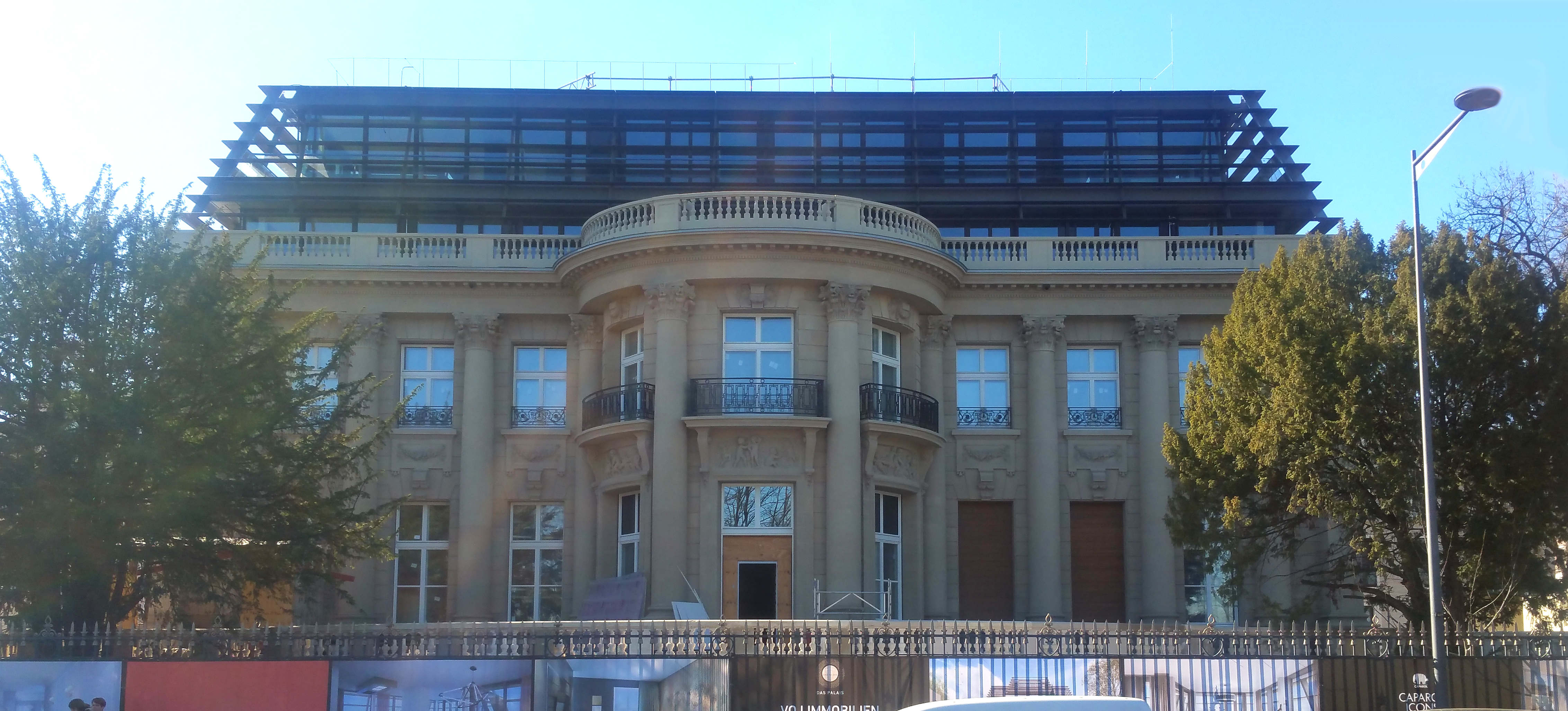
Villa Oppenheim in Köln-Bayenthal; Frontansicht von Osten (Rheinseite) (2019)

Das Palais du Rhin (auch Palais oder Villa Oppenheim genannt) ist eine 1908 errichtete Villa im Kölner Stadtteil Bayenthal, Gustav-Heinemann-Ufer 144.

## Entstehung

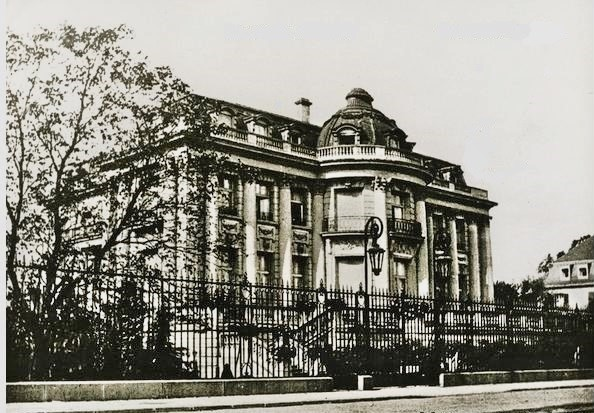
Palais Oppenheim (Januar 1910)

Der Kölner Bankier Emil von Oppenheim beauftragte 1906 den Pariser Architekten Charles Mewès (1860–1914; Schüler der École des Beaux-Arts) und dessen deutschen Partner Alfons Bischoff mit der Errichtung einer Villa mit Baukosten in Höhe von 2 Millionen Mark (nach heutiger Kaufkraft rund 12 Millionen Euro.). Mewès genoss ein hohes Ansehen in den damaligen Bankierskreisen. Als architektonische Vorbilder dienten ihm unter anderem das Lustschloss Bagatelle im Bois de Boulogne in Paris, das Schloss von Besançon und das Hôtel de Salm in Paris. Städtebaulich gehört die Villa zur Villenkolonie Köln-Marienburg.
Zwischen 1906 und 1908 entstand unter der gemeinsamen Firma Mewès & Bischoff (Sitz: Köln, Moltkestraße 48) eine zweieinhalbgeschossige Villa (genannt „Palais Oppenheim“) im Stil des französischen Barockklassizismus („Neorokoko“) mit Fassaden aus Savonnières-Kalkstein mit durchlaufenden Lagerfugen. Eine kolossale Halbsäulenordnung mit Eckpilastern gliederte die gerundete, rheinseitige Fassade in neun Fensterachsen, die drei mittleren sind halbkreisförmig vorgezogen und mit Balkonen versehen. Die neunachsige Fassade mit halbrundem, markantem Mittelrisalit und Freitreppe mit Rheinblick machte das Bauwerk einzigartig für Köln. Dabei orientierten sich die Architekten an der repräsentativsten und dekorationsfreudigsten Stilepoche Frankreichs, dem Louis-seize, und errichteten ein der adeligen und gesellschaftlichen Stellung des Bauherrn angemessenes französisches Stadtpalais nebst Festsaal. Die rheinseitige Front maß 18 Meter, die Gebäudetiefe erreichte 13 Meter. Oppenheim zog hier mit seiner Gattin Maria geb. Freiin Pergier von Perglas im Jahr 1910 ein.
Im Zweiten Weltkrieg wurde die Villa 1944 konfisziert und für die NSDAP als „Kreishaus am Rhein“ für die „Einsatzbefehlsstelle der Hansestadt Köln“ bombensicher ausgebaut. Das Gebäude erlitt im Zweiten Weltkrieg einige kleinere Schäden. Nach Kriegsende zog im November 1945 der von der britischen Militärregierung anstelle von Konrad Adenauer eingesetzte Kölner Oberbürgermeister Hermann Pünder hier ein. Doch bereits ein Festakt am 9. Mai 1946 leitete den Unterrichtsbetrieb für die Rheinische Musikschule und die Musikhochschule Köln im Palais ein. Jede der beiden Schulen benutzte einen der beiden Gebäudeflügel. Die kriegszerstörte Kuppel wurde im Jahre 1955 wiederhergestellt.
Nachdem die Musikhochschule Köln 1953 in ihr heutiges Domizil (Dagobertstraße 38, ehemaliges WDR-Hauptgebäude) gezogen war, nutzte ab 1956 der ADAC das Palais als Klub- und Veranstaltungshaus, wo im Januar 1960 das Kölner Motorsportteam Scuderia Colonia unter Führung von Wolfgang Graf Berghe von Trips entstand. Der ADAC zog im September 1972 in den nahegelegenen Neubau Alteburger Straße 248, ab 1982 residierte im Palais Oppenheim das Rheinische Studieninstitut für kommunale Verwaltung. Seit dem 27. Juli 1998 steht das Palais unter Denkmalschutz. Nach dem Umzug des Instituts nach Rodenkirchen im Jahr 2009 konnte die Villa für einzelne Veranstaltungen gemietet werden. Als eines der ersten Events gilt das Casting für Deutschland sucht den Superstar.

## Sanierung
Ein Investor erwarb das Objekt im Dezember 2008, um nach umfangreicher Sanierung hierin 11 Luxuswohnungen unterzubringen. Der Baubeginn für das neue Palais erfolgte im September 2012, die Villa mit einer Gebäudefläche von 15.800 m² (Bruttogeschossfläche 19.300 m²) und einer Raumhöhe von 2,92 Meter wurde auf den modernsten Wohnkomfort gebracht. Das neue zweigeschossige Mansarddach ist der originalen Kubatur entsprechend nachgebaut worden, die Bel Etage besitzt als selbständige Wohnetage etwa 600 m² Nutzfläche. Insbesondere wurden die aus Sandstein gefertigten Gesimse und Balustraden denkmalgerecht restauriert. Der 12.300 m² umfassende Park ist nur für Bewohner zugänglich. Seit der Fertigstellung im März 2014 trägt das Gebäude den Namen „Palais du Rhin“ (deutsch „Rheinpalast“). Im Juni 2021 entschied das Auktionshaus Sotheby’s, in der Bel Etage seinen sechsten europäischen Standort (neben London, Paris, Genf, Zürich und Mailand) zu gründen;  die Eröffnungsauktion fand im September 2021 statt.

## Architektur

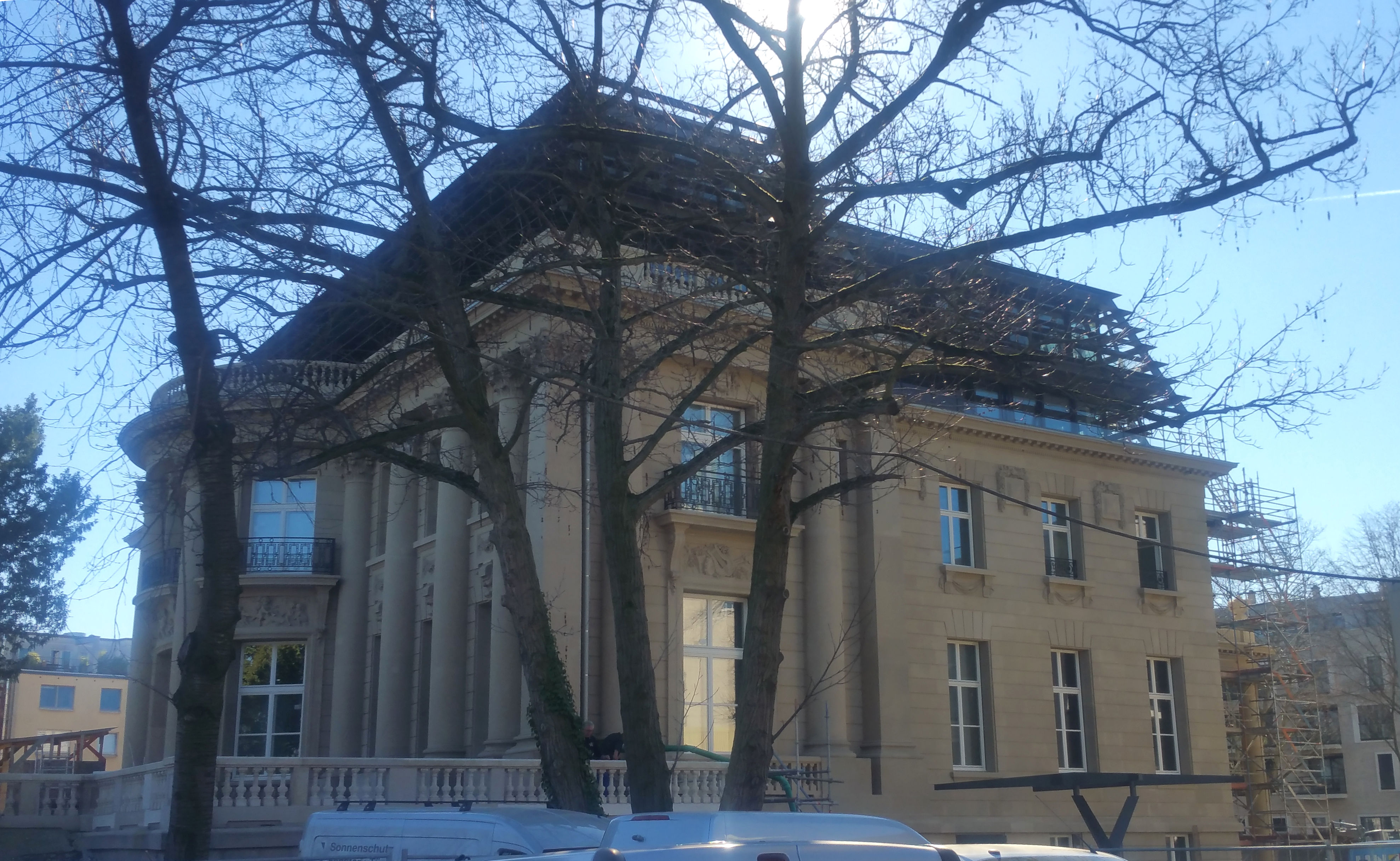
Nordostseite (2019)

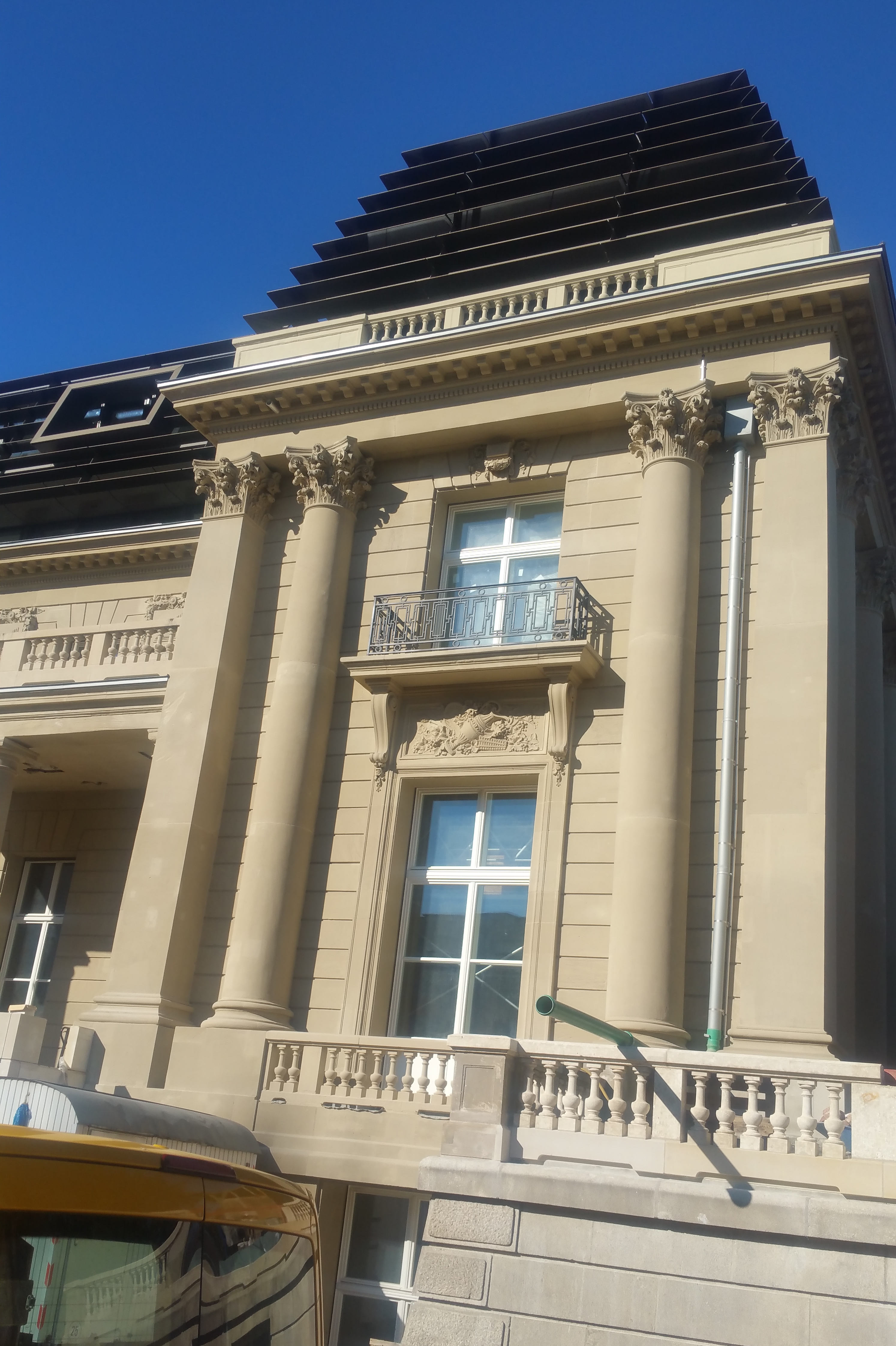
Südseite (2019)

Die Außenwirkung der Villa blieb bis heute weitgehend erhalten, weil die Fassaden über die Jahre nur unwesentlich verändert wurden und das Dach bis auf die Kuppel, entsprechend dem Originalzustand, wieder aufgebaut wurde. Das Haus stellt neben der Boisserée-Villa (Gustav-Heinemann-Ufer 94) eines der letzten Zeugnisse der großbürgerlichen Bebauung des dortigen Rheinufers dar. Der schlossartige Werksteinbau (Savonnières) besteht aus einem breiten zweigeschossigen Bautrakt mit halbrundem Mittelrisalit zum Rhein, hohem Souterrain (vergitterte Fenster) und Mansardgeschoss. Daran schließt sich ein Bauteil mit Freitreppe und Balkon zur Südseite an. Auf der Westseite findet sich ein weit vorspringender Treppenhaustrakt und Eingang mit Portikus. Dieser besteht aus vier attisch-ionischen Säulen auf Sockeln, über denen sich ein Balkon mit Metallgitter befindet. Auf der Süd- und Nordseite des Trakts befindet sich eine Putzfläche mit geohrter Rahmung und hochovaler Tafel mit floraler Rahmung.

### Untergeschoss
Im Untergeschoss findet sich im Südosten ein tonnengewölbter Raum mit zweigeschossigem Heizungskeller. 1944 wurde ein Bunker unter der Terrasse gebaut mit Fluchtweg zum Rhein.

### Erdgeschoss (Hochparterre)
Das Hochparterre und Obergeschoss wird durch eine Kolossalordnung mit korinthischen Wandsäulen bzw. Eckpfeilern gegliedert. Die hohen Terrassentüren sind zum Teil zu Fenstern verkleinert. Sie haben gerade Sturzbögen und skulptierte Scheitelsteine (am Risalit mit figuraler Plastik). Die hochrechteckigen Obergeschossfenster haben festongeschmückte Brüstungsfelder bzw. am Risalit Balkone mit Metallgittern.
Das Foyer ist im Grundriss oval und hat einen Steinboden. Hier geht es zum Untergeschoss. Die anderen Nebenabgänge sind vermauert worden. Es gibt eine zweiläufig geschwungene Treppe mit Steinstufen und schmiedeeisernem Geländer. Abgerundet wird der Raum mit vier Nischen mit Muschelgewölben und dem Durchgang zum Zentralsaal. Darüber befindet sich eine Spiegelgewölbedecke.
Im Hochparterre gibt es mehrere repräsentative Räume mit reichen Stuckaturen. So der zentrale Saal mit Steinboden und offenem Kamin an der Nordseite. Der verglaste Durchgang zum Rundsaal ist mit Säulen gerahmt und hat seitliche Nischen. Auch hier gibt es eine Spiegelgewölbedecke (verglast) mit vier Kronleuchtern. Der Heizkörper an der westlichen Wand ist mit Marmor verkleidet. Der Raum im Südwesten („Mahagoniesaal“) verfügt über einen Holzboden sowie Holzvertäfelung an den Wänden. Im Süden ist der sogenannte Rote Saal, der einen Marmorkamin mit darüber befindlichem großen Spiegel und Wandschrank besitzt. Der „weiße Saal“ findet sich im Südosten und zeigt große, zum Teil verspiegelte, Arkaden, deren Terrassentüren zu Fenstern verkleinert wurden und Heizkörper haben. Türen und Wandschränke, sowie seitliche Vestalinen in Stuck finden sich an den anderen Wänden Darüber findet sich Grisaillemalerei. Die Südost- und Nordwestecke sind original erhalten, während die südwestliche Ecke nur nachempfunden ist. Ein darüber vorspringendes Wandabschlussgesims und adlergerahmte Wappen (2 Wandmalereien nachträglich) sind weitere Bestandteile des Raums. Der nordöstliche Raum diente als Jagdzimmer und hat einen (zum Teil beschädigten) Steinboden und eine Marmor-Wandverkleidung. Eine Türe besitzt aufstuckierte Jagdtrophäen. Auch hier sind große, zum Teil verspiegelte Arkaden (Terrassentüren ebenfalls zu Fenstern verkleinert mit eingebauten Heizkörpern). Die übrigen beiden Räume auf der Nordseite wurden durch Zusammenlegung zweier Zimmer, sowie dem in den 1950ern erfolgten Austausch des bisherigen Treppenhauses durch Treppe und Fahrstuhl.

### Obergeschoss und Dach
Der Lichthof im Ober- und Dachgeschoss über dem zentralen Saal verfügt über die Originalkonstruktion, wobei die Saaldecke mit Plexiglas erneuert wurde. Es gibt hier einen zweigeschossigen Umlauf mit Metallgeländer. Bei den Umbauten in den 2010er Jahren wird das historische Gebäude um eine zweigeschossige Mansarddachkonstruktion aus Glas und horizontalen Metalllamellen erweitert, welche die ursprünglichen Proportionen der Villa neu interpretieren soll.

### Der Park
Zwei Kandelaber mit drei Lampen seitlich des Portikus eröffnen den Zugang zum Park, der an der straßenseitigen Einfriedung mit ebenfalls kandelabergerahmtem Südtor endet. Das Nordtor wurde im Sockelbereich vermauert und die Kandelaber wurden entfernt. Die Mauer im Süden ist aus Backstein, jedoch ist der Park durch neue Wegführungen, Parkflächen und die beiden in den 1960ern errichteten Bürogebäude verändert worden. Nicht Bestandteil des Ensembles sind die beiden Bürobauten an der Alteburger Straße sowie die nachträglich angelegten Verkehrsflächen auf dem Grundstück.

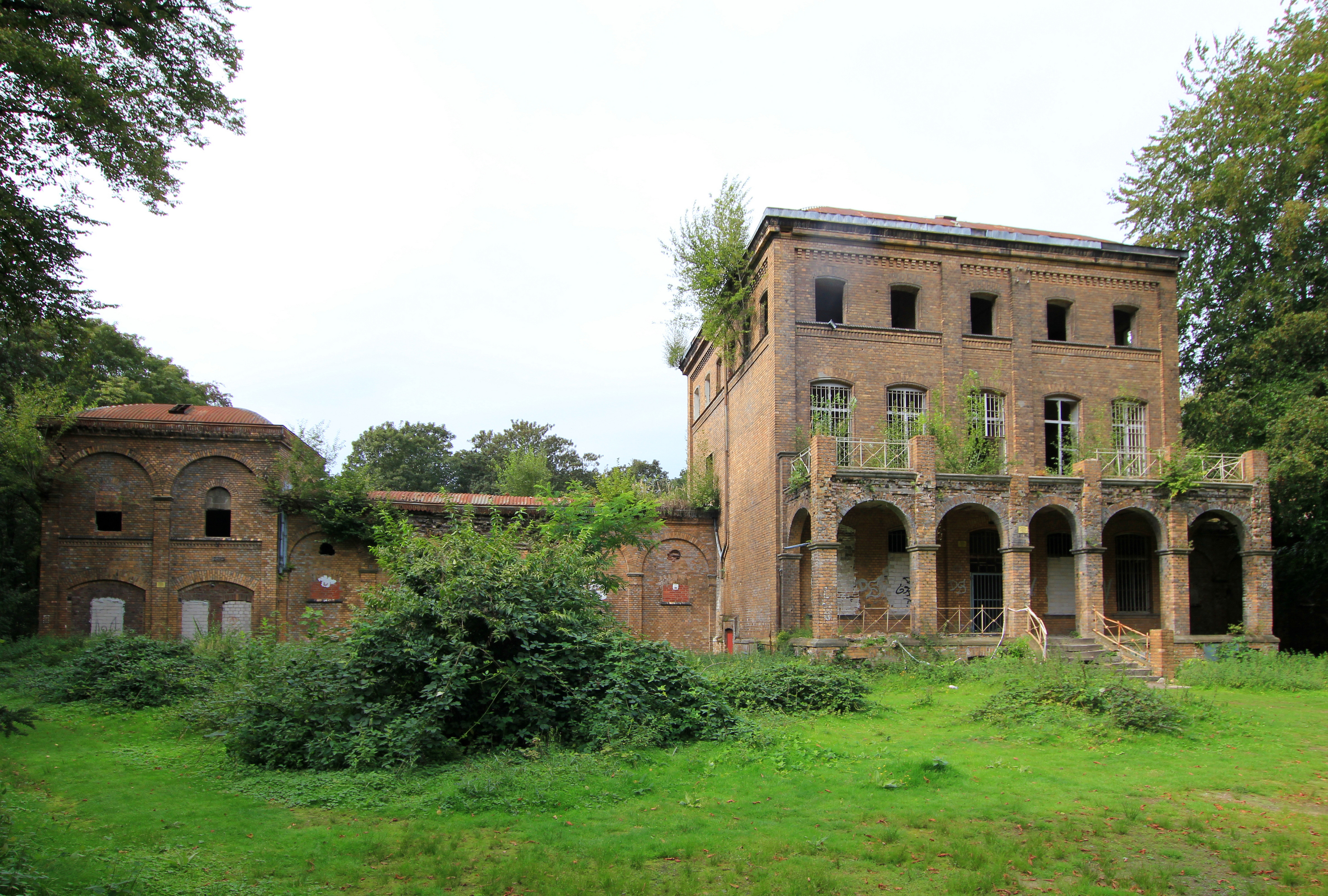
Ruine des Gestüts Oppenheim in Fühlingen („Villa Oppenheim“) (2011)

Das Palais du Rhin ist ein Baudenkmal im Sinne von § 2 Abs. 1 und 2 des Denkmalschutzgesetzes Nordrhein-Westfalen. Das für die Qualifizierung als Baudenkmal notwendige öffentliche Interesse ist gegeben, da dieses Denkmal sowohl bedeutend für die Geschichte der Menschen und für Städte und Siedlungen ist, als auch künstlerische, wissenschaftliche und städtebauliche Gründe für seine Erhaltung und Nutzung vorliegen. Das Denkmal hat die Nummer 8339 und ist seit dem 27. Juli 1998 geschützt.

## Gutshof in Fühlingen
Eine Ruine in Köln-Fühlingen wird im Volksmund ebenfalls als Villa Oppenheim bezeichnet. Es war aber eher das Gestüt eines nahen Verwandten Oppenheims, des Kölner Bankiers Eduard Freiherr von Oppenheim (1831–1909). Dieser kaufte im Jahr 1884 von der Gemeinde Fühlingen, wenige hundert Meter südlich des Ortes, 186 Morgen Land, auf dem er ein Gutshaus, sowie ein Gestüt mit Pferderennbahn „zu Trainingszwecken“ anlegen ließ.